# Nils Dobblare
Nils Dobblare, död i juli 1570, var en svensk krigsman.

## Biografi
Dobblare var 1553–1555 rotmästare vid Stockholmsfänikan, samt under Livländska kriget vid Hans Krafts Smålandsfänika. År 1565 blev han chef för den nytillkomna Jämtefänikan och förde fänika i Estland 1568. Samma år återvände han till Stockholm och blev chef för en fänika bland konungens trupper vid statskuppen. Åren 1568–1569 var han fogde på Lode i Estland.
Dobblare ledde i november 1568 ett misslyckat försök att på Johan III:s uppdrag besätta Revals slott och frånta Henrik Klasson befälet. Denne förmodades hålla fast vid den nyss avsatte konungen Erik XIV. Han lyckades dock 1570 erövra slottet som då var i händerna på Klas Kursell, vars trohet mot kronan på goda grunder ifrågasatts. Johann III tillskrev Dobblare om det lyckade företaget den 24 april 1570 och fick konungens tillstånd att behålla Kursells guldkedja medan viktiga brev som tagits senare löstes in av konungen.
I juli 1570 deltog Dobblare i anfallet mot Leal, varvid han enligt krönikornas uppgifter stupade.